# Глібовицька Дарія Михайлівна
Дарія Михайлівна Глібовицька (14 листопада 1863 р., Крогулець, Гусятинського повіту, Галичина — 31 липня 1934 р., Борислав) — західноукраїнська піаністка, співачка, фольклористка, громадсько-політична діячка кінця ХІХ — початку ХХ ст.

## Життєпис
Підтримувала творчі контакти з І. Франком, В. Гнатюком, А. Чайковським, Б. Лепким. Б. Лепкий у спогадах «Казка мого життя» писав: «Дарія… мала абсолютний слух і незвичайну музичну пам'ять».
Як фольклористка збирала легенди, народні оповіді, які, зокрема, І. Франко опублікував у «Життя і слово» (1895 р.). 
У 1903—1910 рр. викладала гру на фортепіано в Українському інституті для дівчат у Перемишлі.